# Квартет Московской консерватории
Квартет Московской консерватории — струнный квартет аспирантов Московской консерватории, выступавший в 1950—1954 годах. 
В 1950 году в Праге стал лауреатом первого конкурса квартетов имени Вигана в рамках Международного музыкального фестиваля «Пражская весна».

## Состав квартета
- Ольга Каверзнева — первая скрипка
- В. А. Карпова — вторая скрипка
- Галли Матросова — альт
- Татьяна Прийменко — виолончель

## Другие коллективы, выступавшие под этим названием
- Квартет имени Бетховена (в 1923—1931 годах)
- Квартет имени Бородина (в 1945—1955 годах)